# Margery Corbett Ashby
Dame Margery Irene Corbett Ashby (19 d'abril de 1882, Danehill, Sussex – 15 de maig de 1981, Horsted Keynes, Sussex) va ser una sufragista, política liberal, feminista i internacionalista britànica.
Margery era filla de Charles Corbett, un barrister membre del parlament pel Partit Liberal, i Marie Corbett, una feminista liberal i regidora a Uckfield. Marger va rebre la seva educació en la llar. La seua institutriu alemanya va ser l'erudita Lina Eckenstein. Eckenstein es va convertir en la seva amiga i la va assistir amb el seu treball.
Encara que va aprovar el seu examen sobre estudis clàssics en el Newnham College, la Universitat de Cambridge va rebutjar la possibilitat de graduar-la a causa de la seva condició de dona. Es va casar amb l'advocat Brian Ashby en 1910. El seu únic fill, Michael Ashby (1914-2004), va ser un neuròleg que va atestar en el judici de 1957 contra l'assassí serial John Bodkin Adams.
Fou nomenada Dama Comandant del Molt Excel·lent Orde de l'Imperi Britànic (DBE), l'any 1967.
Amb la seva germana Cicely i altres amics, va fundar "Younger Suffragists" en 1901. Va ser designada Secretària de la National Union of Women's Suffrage Societies en 1907. Va ser presidenta de l'Aliança Internacional de Dones de 1923 a 1946. Va rebre un títol honorífic en el Mount Holyoke College en 1937, en reconeixement del seu treball en l'àmbit internacional. En 1942 va viatjar a Suècia en una missió de propaganda governamental.
Ashby també participava en el Partit Liberal i va protagonitzar eleccions poc felices per a aquest partit en els anys 1918, 1922 i 1923, 1924, 1929, i 1935 i 1937. Finalment es va mantenir com allibera independent amb el suport de Radical Action en les eleccions de 1944.
Els arxius de Margery Corbett Ashby estan dipositats a la Biblioteca de les dones a l'Escola d'Economia i Ciència Política de Londres.